# Wilhelm Deinert
Wilhelm Deinert (* 29. März 1933 in Oldenburg; † 2. Mai 2012 in München) war ein deutscher Schriftsteller.

## Leben
Wilhelm Deinert wuchs auf in Ostfriesland. Er studierte Klassische Philologie, Germanistik und Kunstgeschichte an den Universitäten in Münster, Freiburg (Breisgau) und München. Von 1958 bis 1963 wirkte er als Lehrbeauftragter für deutsche Sprache und Literatur an der Universität München; 1960 promovierte er dort mit einer Arbeit über Wolframs von Eschenbach Parzival zum Doktor der Philosophie. Nach Auslandsaufenthalten in Rom und Paris lebte er seit 1963 als freier Schriftsteller in München-Schwabing. 
Wilhelm Deinert ist Verfasser von Kurzprosa, Essays und Gedichten, die meist der experimentellen Literatur zuzurechnen sind; daneben übersetzt er u. a. aus dem Englischen, Französischen, Spanischen und Italienischen. 
Wilhelm Deinert erhielt u. a. folgende Auszeichnungen: 1981 und 1983 das Amt des Turmschreibers des Château de Muzot, 1984 ein Stipendium des Deutschen Studienzentrums in Venedig im Palazzo Barbarigo della Terrazza, 1986 einen Aufenthalt als Ehrengast in der Villa Massimo und ein Aufenthaltsstipendium der Stadt München für das Künstlerhaus Villa Waldberta in Feldafing, 1991 ein Stipendium der Casa Baldi in Olevano Romano sowie 1994 die Ehrenmitgliedschaft der Fundación Antonio Machado.

## Werke
- Ritter und Kosmos im „Parzival“. München 1960 (= Münchener Texte und Untersuchungen. Band 1).
- Triadische Wechsel, München 1963
- Gedrittschein in Oden, München 1964
- Partita, Regensburg 1968
- Tausendzüngler, Ebenhausen b. München 1970
- Missa mundana, München 1972
- Bricklebrit, Wehrheim 1980
- Mauerschau, München 1982
- Über den First hinaus, Bühl-Moos 1990
- An den betenden Ufern, München 1994
- Das Silser Brunnenbuch, Chur 1998
- Sandelholz und Petersilie, Frankfurt am Main 2001
- Der tastende Strahl, Aachen 2008
- Das Buch vor Ort. Eine lyrisch-epische Aufrüstung., Aachen 2010